# Lukáš Kašpar (publicista)
Lukáš Kašpar (* 7. října 1977 Kolín) je novinář, historik a autor knihy o protektorátní kinematografii Český hraný film a filmaři za protektorátu: Propaganda, kolaborace, rezistence, který za svůj rukopis získal Cenu Edvarda Beneše I. řádu.

## Život
Vystudoval historii na FF UK, žurnalistiku na FSV UK, divadelní tvorbu na DAMU a dva roky studoval historii a divadelní tvorbu na Universität Wien.
Jako historik se zabývá kulturními dějinami 20. století, zvláště dějinami moderní kultury (nejen) v totalitních společnostech, vztahem umění a propagandy i politiky a umělců (filmařů, divadelníků, literátů, výtvarníků). Je autorem stovek obsáhlých populárně-historických a kulturních témat a profilových rozhovorů a reportáží v předních českých týdenících.
Pracoval v týdeníku Reflex, kde začínal jako reportér, působil pak jako redaktor v MF Dnes a poté v časopisech Týden a Instinkt. Od roku 2014 je redaktorem týdeníku Téma. Je spoluzakladatelem divadelní a filmové společnosti Garad-Sûl (působící v Kolíně v letech 1993–2000).
Je autorem stovek obsáhlých studií a textů o kultuře, propagandě v kultuře, vztahu kultury a politiky a dějinách moderní kultury, zvláště filmové a divadelní. Na svém blogu https://www.lukaspar.cz/blog/ uveřejňuje texty z oblasti kultury, politiky a historie.